# Коос (округ, Нью-Гемпшир)
Шаблон:StateAbbr_ 44°36′50″ пн. ш. 71°20′24″ зх. д. / 44.613773° пн. ш. 71.339943° зх. д.
Округ  Коос (англ. Coös County, МФА: /ˈkoʊ.ɒs/) — округ (графство) у штаті  Нью-Гемпшир, США. Ідентифікатор округу 33007.

## Історія
Округ утворений 1803 року.

## Демографія
За даними перепису 
2000 року 
загальне населення округу становило 33111 осіб, зокрема міського населення було 11377, а сільського — 21734.
Серед мешканців округу чоловіків було 16185, а жінок — 16926. В окрузі було 13961 домогосподарство, 9164 родин, які мешкали в 19623 будинках.
Середній розмір родини становив 2,82.
Віковий розподіл населення поданий у таблиці:
| Стать    | До 15 років | 15-21 | 22-29 | 30-39 | 40-49 | 50-65 | 65-85 | Понад 85 |
| -------- | ----------- | ----- | ----- | ----- | ----- | ----- | ----- | -------- |
| Чоловіки | 3160        | 1412  | 1194  | 2183  | 2774  | 2924  | 2327  | 211      |
| Жінки    | 2932        | 1334  | 1245  | 2250  | 2696  | 2894  | 2983  | 592      |

## Суміжні округи
- Coaticook Regional County Municipality[en], Квебек, Канада — північ
- Le Haut-Saint-François Regional County Municipality[en], Квебек, Канада — північ
- Le Granit Regional County Municipality[en], Квебек, Канада — північ
- Оксфорд, Мен — схід
- Керролл — південний схід
- Ґрафтон — південний захід
- Ессекс, Вермонт — захід

## Виноски
1. ↑  U.S. Decennial Census. United States Census Bureau. Архів оригіналу за 26 квітня 2015. Процитовано 27 грудня 2014.
2. ↑  Historical Census Browser. University of Virginia Library. Архів оригіналу за 11 серпня 2012. Процитовано 27 грудня 2014.
3. ↑  Population of Counties by Decennial Census: 1900 to 1990. United States Census Bureau. Архів оригіналу за 9 листопада 2014. Процитовано 27 грудня 2014.
4. ↑  Census 2000 PHC-T-4. Ranking Tables for Counties: 1990 and 2000 (PDF). United States Census Bureau. Архів оригіналу (PDF) за 18 грудня 2014. Процитовано 27 грудня 2014.
5. ↑  State & County QuickFacts. United States Census Bureau. Архів оригіналу за 6 жовтня 2015. Процитовано 24 вересня 2013.(англ.) Наведено за англійською вікіпедією.
6. ↑  American FactFinder. Бюро перепису населення США. Архів оригіналу за 29 липня 2011. Процитовано 31 січня 2008.

| США | Це незавершена стаття з географії США. Ви можете допомогти проєкту, виправивши або дописавши її. |